# Pagar Ruyung (Arga Makmur)
Pagar Ruyung is een bestuurslaag in het regentschap Bengkulu Utara van de provincie Bengkulu, Indonesië. Pagar Ruyung telt 223 inwoners (volkstelling 2010).